# 环溪村
环溪村为位于中国浙江省杭州市桐庐县江南镇的一个周姓聚居村落，位于镇区东南部，天子岗东麓、背脊山西麓，东西分别临青源溪和天子源溪，南靠相山（一名鲞山），西北和东南分别接徐畈村和青源村，邻近杭新景高速公路深澳出入口。该村以天子源溪和清源溪汇合于村口，三面环溪、一面靠山而得名，其地理风貌可概括为“门对天子一秀峰，窗含双溪两清流”。现为行政村，下辖环溪、屏源、屏峰源、郎家坞4个自然村，行政区域面积12.18平方公里，有农户606户，人口2098人（截至2015年底）。村落经济原以箱包、玩具和医疗器械等加工业为主，近年也发展莲花养殖栽培和农业观光旅游等新产业，莲花种植面积达300余亩。
该村为北宋理学家周敦颐第十四代孙周维善于明洪武十七年（1384）自深澳村迁居至此，繁衍而成，村落以周氏宗祠爱莲堂为中心，南北为主干道，东西为巷，街巷格局略呈“卅”字形。村内保存有多幢清至民国时期的建筑物，含桐庐县文物保护单位4处（爱莲堂、尚志堂、绍德堂和环溪双桥（含安澜桥、保安桥），其中环溪双桥时代为清至民国，其余为清代）和桐庐县历史建筑7处（修吉堂、怀耕堂、盛德堂、周毛娜民居、周西塘等民居、周德福等民居和周克源等民居，其中前三处为清代，其余为民国），多为徽派建筑风格，梅花锣鼓为该村主要的非物质文化遗产。2014年入选第三批中国传统村落，2016年入选第五批浙江省历史文化名村。